# Cyanerpes nitidus
Cyanerpes nitidus е вид птица от семейство Тангарови (Thraupidae).

## Разпространение
Видът е разпространен в Боливия, Бразилия, Венецуела, Еквадор, Колумбия, Перу и Суринам.